# Luthrodes boopis
Luthrodes boopis är en fjärilsart som beskrevs av Hans Fruhstorfer 1915. Luthrodes boopis ingår i släktet Luthrodes och familjen juvelvingar. Inga underarter finns listade i Catalogue of Life.